# Норабац
Норабац (вірм. Նորաբաց) — село в марзі Арарат, у центрі Вірменії. Село розташоване за 4 км на північ від міста Масіс, за 1 км на схід від села Даракерт та за 2 км на південь від околиці Єревана.